# 满清十大酷刑
《满清十大酷刑》（英語：A Chinese Torture Chamber Story）是一部1994年林庆隆执导香港情色喜劇電影，根据清末四大奇案之楊乃武與小白菜案改编而来。

## 剧情
杨乃武收租时有意于户主女儿小白菜，于是把小白菜带来杨家帮忙做事。本县县令劉錫彤有一好色之子刘海升，与杨乃武的妻子詹氏有淫乱关系，某天被小白菜撞见。詹氏于是想把小白菜嫁给屠户葛小大，好不让她把事情告诉杨乃武。一日，葛小大发现小白菜被刘海升强奸，詹氏害怕被牵连，便唆使刘海升谋杀了葛小大。杨乃武与小白菜因此桩杀人案被捕，县令为保全儿子，决定把罪名全部推到杨乃武身上，将两人屈打成招。为洗刷冤屈，杨乃武的妹妹上京告御状，八府巡按将此案会同三司发还重审，最终宣判杨乃武与小白菜无罪释放，劉錫彤充军新疆老死为止，詹氏骑木驴游街示众，刘海升则判浸猪笼。

## 演员
| 演员   | 角色   | 备注                                   |
| 翁虹   | 小白菜 | 葛小大妻，遭誣陷毒死葛小大             |
| 吳啟華 | 楊乃武 | 舉人，遭誣陷毒死葛小大                 |
| 黃光亮 | 葛小大 | 遭劉海升毒死                           |
| 林玉紫 | 詹氏   | 楊乃武妻，與劉海升通姦，合謀毒死葛小大 |
| 林珮君 | 楊天心 | 楊乃武妹                               |
| 黃德斌 | 劉海升 | 與詹氏合謀毒死葛小大                   |
| 徐錦江 | 雲中龍 |                                        |
| 苑瓊丹 |        | 奶媽                                   |
| 李華月 | 祈丹鳳 |                                        |
| 盧雄   | 劉錫彤 | 知府，劉海升父                         |
| 李兆基 |        | 八府巡按                               |
| 魯芬   |        | 獄卒                                   |
| 藍靖   |        | 師爺                                   |
| 梁世安 |        |                                        |
| 梁其禧 |        | 獄卒                                   |
| 張敏   |        | 殺小白菜父母之盜匪                     |
| 雷小明 |        | 樹林裡盜匪                             |
| 張耀輝 |        | 幫小白菜買鉄打藥                       |
| 何錦滿 |        | 小白菜父                               |